# Карабаев, Марат Каримжанович
Марат Каримжанович Карабаев (каз. Марат Кәрімжанұлы Қарабаев; род. 4 июля 1987, Ташкентская область, Узбекская ССР) — казахстанский государственный деятель, Министр транспорта Республики Казахстан (2023 — 2025).
Родился 4 июля 1987 года в Ташкентской области Узбекской ССР. Происходит из племени Сиргели.
Женат трое детей.
Окончил Ташкентский автомобильно-дорожный институт по специальности «Строительство зданий и сооружений» (2008), Университет Уорика (Великобритания) по специальности «Производственно-системная инженерия» (2010, с отличием) и Таразский региональный университет имени М. Х. Дулати по специальности «Экономика» (2015).
Послужной список:
- январь-август 2011 — стажер, эксперт Комитета по водным ресурсам Министерства сельского хозяйства Республики Казахстан.
- август 2011 — март 2013 — эксперт, главный эксперт Департамента технологий и энергосбережения Министерстве индустрии и новых технологий РК.
- март-ноябрь 2013 — руководитель Управления транзитной политики Департамента транзитной и транспортной логистики Министерства транспорта и коммуникаций РК.
- ноябрь 2013 — июнь 2014 — советник председателя правления ТОО "Региональный инвестиционный центр «Максимум» при акимате Южно-Казахстанской области.
- июнь 2014 — октябрь 2015 — заместитель руководителя Управления предпринимательства, индустриально-инновационного развития и туризма Южно-Казахстанской области.
- ноябрь 2015 — март 2017 — руководитель Управления предпринимательства, индустриально-инновационного развития и туризма Южно-Казахстанской области.
- май 2018 — июль 2020 — директор Департамента развития оборонно-промышленного комплекса Министерства индустрии и инфраструктурного развития РК (до июня 2019 года в Министерстве цифрового развития, оборонной и аэрокосмической промышленности).
- июль 2020 — июль 2021 — председатель Комитета индустриального развития Министерства индустрии и инфраструктурного развития.
- июль 2021 — январь 2023 — вице-министр индустрии и инфраструктурного развития РК.

- С января 2023 года — министр индустрии и инфраструктурного развития Республики Казахстан.

- сентябрь 2023 — июнь 2025 — Министр транспорта Республики Казахстан[2]. 6 февраля 2024 года переназначен[3][4].